# Rio Bârlogel
O Rio Bârlogel é um rio da Romênia afluente do Rio Moneasa, localizado no distrito de Arad.